# Bătălia de la Schleswig
Bătălia de la Schleswig a avut loc lângă Dannevirke în dimineața zilei de 23 aprilie (Paștele) 1848 ca a doua bătălie a Primului Război Germano-Danez dintre 1848 și 1850.
Prusia, tocmai intratată în război, a și trimis aproximativ 12.000 de trupe în Schleswig-Holstein. Generalul Wrangel avea în comandă în total mai mult de 18.000 de oameni - o armată de trei ori mai mare decât danezi. Trupele Reich-ului german nu au participat la lupta, dar prezența lor i-a forțat pe danezi să lupte defensiv împotriva prusacilor.
Într-o dimineață de primăvară rece și umedă, germanii au atacat, dar au fost reținuți de colonelul Frederik Læssøe care s-a apărat admirabil, iar pierderile au fost limitate. Lupta a fost condusă să descurajeze Danemarca - o inversare bruscă de la optimismul danez de la începutul războiului. Armata s-a retras în Funen lăsând Iutlanda în mâinile trupelor lui Wrangel.
Bătălia la inspirat pe Carl Ploug să scrie un cântec despre aceasta: Paaskeklokken kimed mildt...